# الدارين (قرية)
الدارين قرية أثرية بمحافظة ميسان جنوبي مدينة الطائف في منطقة مكة المكرمة. تقع على بعد 130 كلم عن الطائف. تضم قلعة وحصون أثرية من ضمنها حصن العجمة أكبر الحصون في بلاد ثقيف، ويعود تاريخ البناء فيها إلى نحو 950 عام.

## الموقع
تقع القرية في مايسمي بـ بلاد ثقيف بوادي ترعة جنوبي محافظة الطائف، وهي أكبر قرى بلاد ثقيف وأكثرها كثافة سكانية.
وفيها آثار وحصون وكتابات تدل على قدم هذه القرية، ووصفها السالمي بقوله: «من كبيرات قرى ثقيف»، يتبعها قرى صغيرة حولها... وهي تعد حاضرة بلاد ثقيف حيث أنها تقع بين سراة بجيلة وسراة شبابة.

## تاريخ القرية
تضم القرية قلعة أثرية، وعدد من الحصون التاريخية التي يعود تاريخها إلى العصر العباسي، مثل حصن العجمة وهو أكبرها حيث يصل بنيانه إلى 4 طوابق، وحصني حمران ومسمار.
وهي إحدى القرى التراثية العديدة التي تشتهر بها المحافظة واستخدم في بنائها الحجر والخشب (خشب العرعر) بشكل متناسق ومتداخل فالداخل إلى القرية يدخل في مغامرة بين الأزقة الضيقة وكأنه في متاهة ومن تداخل المباني يظهر لنا كيف كانت صلة الترابط بين أفرادها وكأنهم أسرة واحدة ويتوسط القرية مسجد أثري وتحيط به مباني سكنية بنيت بالخرسانة (حديثة البناء).

## مكونات القرية
تبلغ مساحة القرية حوالي 16,249.03 مترًا مربعًا، وتتكوّن من:
- البيوت السكنية.
- المسجد.
- المشهد.
- الملعب.
- البئر الخاصة بسقيا القرية.

## معرض الصور

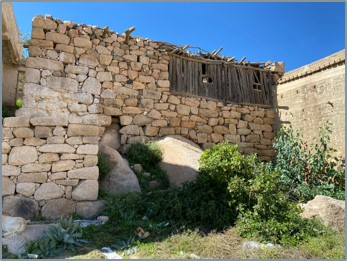
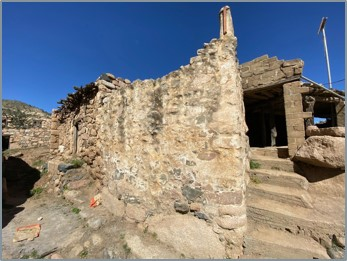
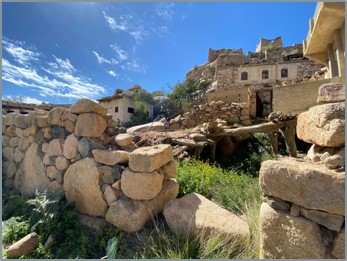
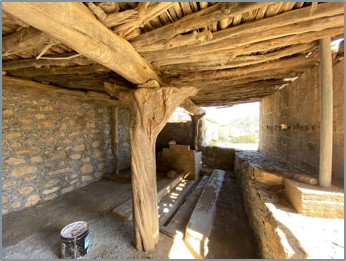
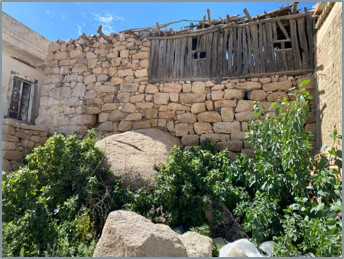

### الحارات
تتكون القرية من ست حارات هي:
- حارة ال خليفه وعدد بيوتها 7 .
- حارة ال يعلى وعدد بيوتها 5 .
- حارة الربعاء وعدد بيوتها 7 .
- حارة الجبعه وعدد بيوتها 4 .
- حارة الخواضين وعدد بيوتها 5.
- حارة الصلباء، وعدد بيوتها 5.